# Miles M.2 Hawk Trainer
El Miles M.2 Hawk Trainer fue un monoplano de entrenamiento biplaza británico de los años 30, diseñado por Miles Aircraft Limited.

## Diseño y desarrollo
El Miles Hawk Trainer fue desarrollado desde el Hawk Major para cubrir un requerimiento de complemento del De Havilland Tiger Moth en tareas de entrenamiento. El avión poseía controles dobles, equipo de vuelo a ciegas y flaps operados por aire comprimido.
Basada en los atributos del Trainer, el Ministerio del Aire emitió la Especificación T.40/36, que condujo directamente al Miles Magister.

## Variantes
M.2W Hawk Trainer
Versión de producción inicial propulsada por un motor De Havilland Gipsy Major, cuatro construidos.
M.2X Hawk Trainer
Versión mejorada con mayor timón compensado por plano, nueve construidos.
M.2Y Hawk Trainer
M.2X con cambios menores, 13 construidos.
- Nótese que los Hawk Trainer Mk II y Mk III fueron variantes del Miles Magister.

## Operadores
España
- Aeronáutica Militar

 Reino Unido
- Real Fuerza Aérea

 Rumania
- Real Fuerza Aérea Rumana

## Supervivientes
- M.2W (G-ADWT): en condiciones de vuelo en el Reino Unido.

## Especificaciones (M.2W)
Referencia datos: British Civil Aircraft 1919–1972: Volume 3 

### Características generales
- Tripulación: Dos
- Longitud: 7,3 m (24 ft)
- Envergadura: 10,4 m (34 ft)
- Altura: 2 m (6,7 ft)
- Superficie alar: 16,4 m² (176,5 ft²)
- Peso vacío: 549 kg (1210 lb)
- Peso cargado: 780 kg (1719,1 lb)
- Planta motriz: 1× motor lineal invertido de 4 cilindros refrigerado por aire De Havilland Gipsy Major.
  - Potencia: 97 kW (134 HP; 132 CV)
- Hélices: Bipala de paso fijo

### Rendimiento
- Velocidad máxima operativa (Vno): 240 km/h (149 MPH; 130 kt)
- Velocidad crucero (Vc): 217 km/h (135 MPH; 117 kt)
- Alcance: 640 km (346 nmi; 398 mi)
- Techo de vuelo: 5500 m (18 045 ft)
- Régimen de ascenso: 6,6 m/s (1299 ft/min)

## Aeronaves relacionadas

### Desarrollos relacionados
- Miles Hawk

### Aeronaves similares
- González Gil-Pazó GP-1

### Secuencias de designación
- Secuencia M._ (interna de Miles): M.1 - M.2 - M.2 (II) - M.2 (III) - M.3 - M.4 - M.5 →